# Helm
Helm er en familieejet kæde af lædervarebutikker, som består af en netbutik og af 11 fysiske butikker i Holstebro, Ringkøbing, Herning, HerningCentret, Vejle, Varde, Broen Shopping, Viborg, Skive, Silkeborg og Hjørring.

## Historie
Henrik Helm startede i 1700-tallet et garveri i Holstebro.  Christian Helm flyttede i 1812 garveriet til Nørregade 31-33 i samme by, hvor den førstetablerede butik stadig har adresse. I 1873 omdannede Mads Højland Helm virksomheden til en egentlig lædervarerhandel, og kæden er dermed blandt de ældste af sin slags i landet.
Kæden har siden 1987 været drevet af Peter Videbæk Helm samt dennes kone, Susanne Helm. De har stået bag åbningen af butikker i Herning, Vejle, Hjørring, Ringkøbing og Varde, samt webshoppen i 2009.
I dag er Peter's sønner Martin og Henrik Helm også en del af firmaet, hvor de ejer ca. halvdelen af butikkerne og webshoppen der startede i 2011. De har haft stor andel i, at Helm har vokset sig til andre byer og så sent som i 2018 har de stået for åbningen af nye butikker i henholdsvis Silkeborg og Broen Esbjerg. 
Helm familien har dybe rødder i en fortid indbegrebet af passion for læder og generationer af dedikation, men formår samtidig at have en stærk vision, som vil bringe os imod fremtiden. 2018.